# Lucknow Pact
Överenskommelse 1916 i staden Lucknow mellan de indiska politiska partierna Nationalkongressen och Muslim League om borgfred, och samarbete i den politiska kampen mot det brittiska väldet i Indien.
Det är i sammanhanget värt att poängtera att denna kamp inte för alla inblandade innebar ett krav på full självständighet.